# Țibucani, Neamț
Țibucani (în trecut, Țibucanii de Sus) este satul de reședință al comunei cu același nume din județul Neamț, Moldova, România.